# Lucimar Aparecida de Moura
Lucimar Aparecida de Moura   (Timóteo, 22 de març de 1974) és una atleta brasilera retirada, especialitzada en proves de velocitat i guanyadora d'una medalla de bronze als Jocs Olímpics de Pequín.
Va participar dels Jocs Olímpics d'Atenes 2004 en els 200 metres llisos, sent eliminada en la primera ronda, i en els 100 metres de Pequín 2008, caient en la segona ronda. També a Pequín 2008, va participar dels relleus 4x100m, on, juntament amb Rosemar Coelho Neto, Thaissa Presti i Rosângela Santos, van arribar quartes en la final, amb un temps de 43' 14'', quedant a només 0,10 segons de les següents classificades, les nigerianes. L'any 2016, el Comitè Olímpic Internacional va retirar l'or a l'equip de Rússia per dopatge. Amb això, l'equip brasiler va obtenir la medalla de bronze.
És una de les millors atletes sud-americanes de la seva generació i va ser recordista continental dels 100m, 200m i relleus 4x100 i va estar entre les 12 millors dones del rànquing mundial.
Va ser mare amb 36 anys i amb 39 va decidir retirar-se de les competicions.

## Rècords Sud-americans
| Prova  | Marca   | Població         | Data                 |
| ------ | ------- | ---------------- | -------------------- |
| 100m   | 11' 17' | Bogotá, Colòmbia | 25 de juny de 1999   |
| 200m   | 22' 60' | Bogotá, Colòmbia | 26 de juny de 1999   |
| 4x100m | 42' 97' | Bogotá, Colòmbia | 10 de juliol de 2004 |